# Biblioteca Provincial de la Diputación de La Coruña
La Biblioteca Provincial de la Diputación de La Coruña (en gallego: Biblioteca Provincial da Deputación da Coruña) está situada en una de las zonas más céntricas de la ciudad. Esta biblioteca facilita el acceso a diferentes materiales, tanto bibliográficos como audiovisuales. 

## Historia
Fundada el 23 de diciembre de 1845, la biblioteca nace a partir de los fondos procedentes de la desamortización de diversos conventos de la provincia de La Coruña. En un primer momento se instala en el edificio del Teatro Rosalía de Castro. En 1983 cambia su ubicación junto con el Archivo, a un edificio en la calle Archer Milton Huntington, volviendo a su ubicación original en 1994, quedando así separada del Archivo Provincial. En esa fecha, la biblioteca contaba aproximadamente con 74.000 ejemplares; en la actualidad, hay cerca de 200.000.
Además de la Biblioteca de la Diputación Provincial, la ciudad de La Coruña cuenta con las bibliotecas municipales, las universitarias, y la Biblioteca Pública del Estado "Miguel González Garcés". Asimismo, la provincia cuenta con numerosas bibliotecas de diferentes municipios. Puede consultarse su localización y principales características en el Directorio de Bibliotecas Públicas de Galicia.

## Servicios
- Información bibliográfica y a la comunidad
- Biblioteca Digital EBIBLIODACORUNA
- Club de Lectura Digital EBIBLIODACORUNA CLUB LECTOR
- Consulta en sala del material bibliográfico y audiovisual
- Hemeroteca
- Fonoteca
- Préstamo a domicilio
- Préstamo interbibliotecario
- Acceso a Internet
- Reprografía
- Referencia virtual
- Catálogo de la Biblioteca

## Estructura
| Salas                                          | Fondos |
| ---------------------------------------------- | --- |
| Sala Manuel López Rodríguez                    | Biblioteca especializada en fotografía, compuesta por más de 4.000 volúmenes y un centenar de títulos de revistas. Fue donada por el propio Manuel López y constituye una de las colecciones de libros de fotografía más importantes de España. |
| Sala Gonzalo Torrente Ballester                | Sala infantil y juvenil con fondos pensados para niños de 7 a 17 años. Cuenta con libros, revistas, películas, juegos de ordenador, y consolas para jugar en la sala. |
| Fonoteca – Videoteca Eugenio Fernández Granell | Sala de audiovisuales que cuenta con una importante colección de películas, grabaciones sonoras y material multimedia en libre acceso. La sala cuenta además con cabinas individuales para la consulta de fondos, con varias terminales para que los usuarios puedan acceder a Internet, y con un teclado. |
| Sala de información y préstamo                 | En esta sala se resuelven todas las necesidades informativas de los usuarios y las consultas sobre el funcionamiento de la biblioteca. Es en esta sala también donde los usuarios solicitan la consulta del material bibliográfico y en donde se realiza el servicio de préstamo a domicilio. Se incluyen dentro de este servicio todos los documentos que forman parte del catálogo de la biblioteca, excepto las obras de referencia (diccionarios, enciclopedias, etc.) y obras de características especiales (libros de bibliófilo, libros antiguos, colecciones especiales y libros descatalogados). |
| Sala de lectura Luis Seoane                    | Sala que consta de dos plantas comunicadas entre sí, con 80 puestos de lectura por cada una de ellas, en donde se pueden consultar las obras que se encuentran en libre acceso y el resto de fondos de la biblioteca. |
| Sala Rafael Dieste                             | Es la Bebeteca del centro. Consta de fondos para niños de 0 a 7 años, con libros, revistas, películas, etc. |
| Hemeroteca Juan Fernández Latorre              | Esta sala cuenta con 38 puestos de lectura, un ordenador con acceso a Internet, dos fotocopiadoras y dos lectores-reproductores de microfichas. La información a la que se puede acceder consta de más de 900 títulos, entre los que se encuentran revistas, boletines oficiales, periódicos nacionales e internacionales, etc. |
| Sala César Antonio Molina -Mercedes Monmany    | La sala alberga la colección de libros, manuscritos, objetos y el archivo personal de César Antonio Molina, que consta en estos momentos de más de 26 000 títulos. |

## Colecciones de especial interés
Además de las colecciones de Manuel López, César Antonio Molina y Mercedes Monmany, la Biblioteca Provincial también conserva:
- la colección de partituras de la tienda de música Canuto Berea, fundada a mediados del siglo XIX. La colección consta de 27 000 partituras, manuscritas e impresas.
- las colecciones privadas con fondos sobre Galicia del empresario Blanco Maneiro y del profesor Xosé Mosquera Pérez, "o vello dos contos" que constan respectivamente de 3425 y 1246 obras.
- 1400 volúmenes de la biblioteca personal de la pintora Eva Lloréns, que incluye libros de su padre, el pintor Franciso Lloréns, y de su abuelo. Entre las obras destacan las relacionadas con Galicia, la literatura gallega y el arte. Hay ejemplares firmados por Álvaro Cunqueiro, Emilia Pardo Bazán o Ramón Cabanillas.
- el fondo antiguo, que contiene 1.565 obras de la primera Biblioteca Provincial.
- el fondo especial, con 1637 obras.

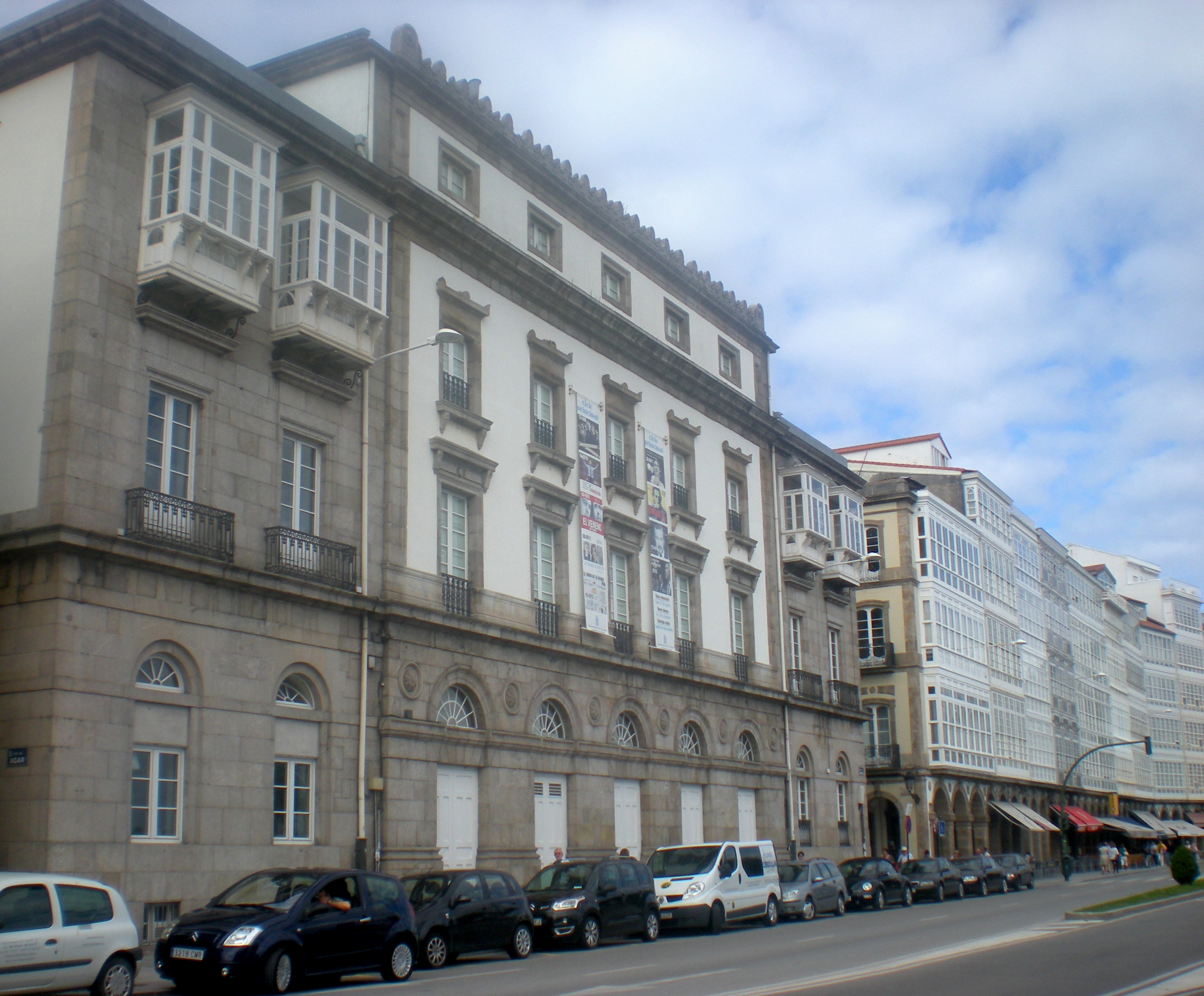
Fachada trasera de la Biblioteca
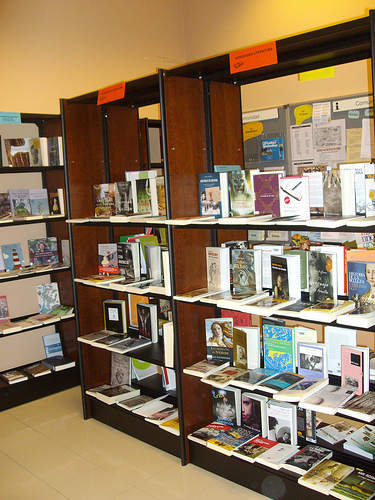
Estanterías de novedades
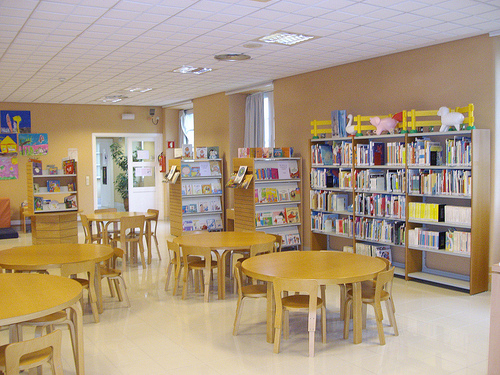
Bebeteca
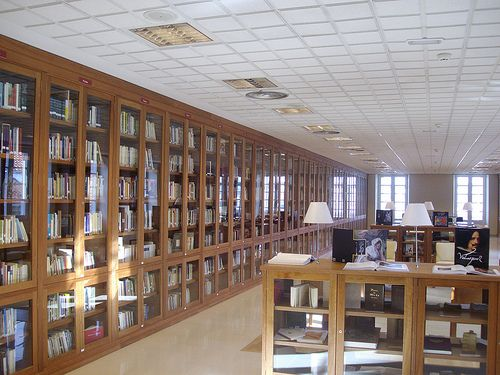
Sala César Antonio Molina y Mercedes Monmany
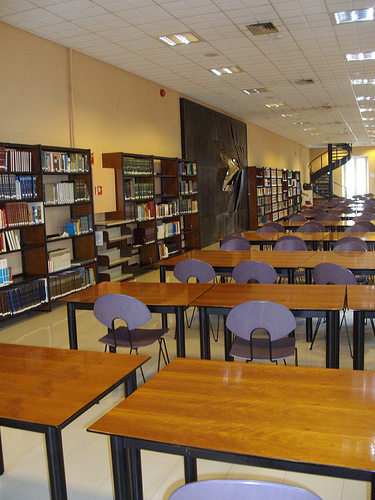
Sala de lectura Luis Seoane